# Televizní noviny (TV Nova)
Televizní noviny je název hlavních zpravodajských relací TV Nova.

## Jednotlivé relace

### Ranní Televizní noviny / Sportovní noviny / Počasí
Ranní Zprávy zavedla TV Nova v roce 1994 a skončily v roce 1997. Vrátily se 14. února 2011 jako Ranní Televizní Noviny. Ranní Televizní noviny jsou nedílnou součástí pořadu Snídaně s Novou dnes ale pouze snídaně. Trvají necelých deset minut a vysílají se od 6.00 hodin až do 8.30 každou půl hodinu od pondělí do pátku. Jejich součástí jsou i Sportovní noviny, Počasí a Doprava. Moderují je jednotlivci, od ledna 2019 má stejný moderátor na starosti zprávy, sport i počasí. V roce 2025 je moderují moderátorky Počasí v rámci Snídaně.
Aktuální moderátoři
- Rebecca Diatilová
- Barbora Šimková

### Polední Televizní noviny
Polední Televizní noviny se vysílají od 14. února 2011 každý všední den ve 12 hodin. Trvají přibližně 20 minut společně se Sportovními novinami a Počasím. Moderují je opět jednotlivci. Relace měla do roku 2015 od července do srpna letní pauzu. V ostatních letech se vysílaly po celý rok.
Aktuální moderátoři
- Petra Svoboda
- Renáta Czadernová
- Kristina Kloubková
- Martin Pouva
- Veronika Petruchová
- Martin Čermák

### Polední sportovní noviny
Nedílnou součástí Polední zpravodajské relace jsou i sportovní noviny.
Aktuální moderátoři
- Vojtěch Tichava
- Petr Plintovič
- Martin Kasparides
- Radek Mazal
- Nikola Červinková
- Štěpán Sokol
- Inna Puhajková
- Richard Tesař
- Dominik Mihailescu

### Polední počasí
Nedílnou součástí Polední zpravodajské relace je i počasí.
Aktuální moderátoři
- Anna Bábovská
- Dagmar Honsová
- Simona Šimková

### Odpolední Televizní noviny
Dne 5. února 2007 rozšířila TV Nova své zpravodajství o Odpolední Televizní noviny, které vysílá každý všední den v 17.00 hodin. V relaci se zaměřuje spíše na regionální zpravodajství. Také během vysílání odkazuje na zajímavé reportáže hlavních Televizních novin. Trvají 30 minut i se sportovními novinami a počasím. V letech 2007–2011 relaci moderovaly dvojice z hlavních Televizních novin. Od 14. února 2011 ji však moderují jednotlivci.
Aktuální moderátoři
- Petra Svoboda
- Renáta Czadernová
- Kristina Kloubková
- Martin Pouva
- Veronika Petruchová
- Martin Čermák

### Odpolední sportovní noviny
Nedílnou součástí Odpolední zpravodajské relace jsou i sportovní noviny.
Aktuální moderátoři
- Petr Plintovič
- Nikola Červinková
- Štěpán Sokol
- Inna Puhajková

### Odpolední počasí
Nedílnou součástí Odpolední zpravodajské relace je i počasí.
Aktuální moderátoři
- Dagmar Honsová
- Anna Bábovská
- Simona Šimková

### Televizní noviny
Nejstarší zpravodajská relace na TV Nova, která se začala vysílat hned první den vysílání této televize 4. února 1994. Televizní noviny jsou dlouhodobě nejsledovanější zpravodajství v Česku. Každý den začínají pravidelně v 19.30 hodin. Dříve trvaly necelých 30 minut (následovány Sportovními novinami a Počasím). Od 25. června 2012 byly zprávy prodlouženy o asi 20 minut. Hlavní zpravodajskou relaci moderovaly vždy dvojice. Od 7. prosince 2012 i jednotlivci. První moderátorkou, která odvysílala hlavní relaci sama, byla Markéta Fialová, která nastoupila jako jednotlivec poté, co její dřívější televizní partner Karel Voříšek odešel z Televizních novin kvůli nařčení ze spolupráce s StB.
Aktuální moderátoři
- Lucie Borhyová a Rey Koranteng
- Kristina Kloubková a Martin Pouva[6]
- Veronika Petruchová a Martin Čermák[7]

Historicky první Televizní noviny 4. února 1994 v 19.30 moderovali Stanislava Wanatowiczová Bartošová a Zbyněk Merunka.

### Sportovní noviny
Nedílnou součástí všech zpravodajských relací Televizních novin jsou i noviny sportovní. Informují diváky o aktuálním dění ve sportovním světě. Pravidelně se vysílají po všech Televizních novinách. Trvají přibližně pět minut.
Aktuální moderátoři
- Inna Puhajková
- Štěpán Sokol
- Nikola Červinková
- Jan Smetana

### Počasí
Stejně jako Sportovní noviny, tak i Počasí je součástí každého zpravodajského bloku. Jeho délka činí přibližně 2 minuty a moderují ho jednotlivci.
Aktuální moderátoři
- Dagmar Honsová
- Anna Bábovská
- Simona Šimková

### Dopravní Situace/Doprava
Dopravní Situace byla vysílána v letech 1994–1997. Později[kdy?] se Dopravní Situace vrátila jako Doprava. Doprava byla součástí informací o počasí v rámci Snídaně s Novou. Byla uváděna vždy před šestou, sedmou a osmou rodinou ranní. Moderovali ji moderátoři Ranních Televizních novin.

### Mimořádné Zprávy
Mimořádné zprávy se vysílají při mimořádných situacích.

## Bývalé relace

### Právě dnes
Od února 1994 do 4. února 2004 TV Nova vysílala kromě Televizních novin v 19.30 také zpravodajský, přibližně pětiminutový, souhrn dne Právě dnes. Vysílal se obvykle mezi 21.30 až 22.30. Moderovali ho různí redaktoři tehdejší doby, charakteristické pro něj bylo vysílání přímo z newsroomu Novy. Po jeho zániku byly tedy Televizní noviny, pokud nepočítáme zprávy ve Snídani s Novou, jedinou zpravodajskou relací Novy do roku 2007, kdy vznikly Odpolední Televizní noviny.

### Noční Televizní noviny
Noční Zprávy byly vysílány v letech 1994 a 1995. Vrátily se 14. února 2011 jako Noční Televizní Noviny a ukončeny byly 7. listopadu 2013. Přinášely události, které se staly po osmé hodině večerní včetně přenosů a reportáží z různých filmových či divadelních premiér a společenského dění. Noční zprávy trvaly necelých dvacet minut včetně Sportovních novin a Počasí. Vysílaly se po desáté hodině večerní každé pondělí až čtvrtek. V období voleb byly nahrazeny volebními speciály. Dne 23. října 2013 TV Nova oznámila, že noční relaci ruší kvůli nízké sledovanosti.

## Bývalé moderátorské dvojiceTelevizních novin
- Zbyněk Merunka a Stanislava Wanatowiczová Bartošová (1994 - 1995)
- Zbyněk Merunka a Eva Jurinová (1995 - 1999)
- Martin Severa a Jana Leichtová (1994)
- Martin Severa a Martina Kociánová (1994 - 1996)
- Martin Severa a Jitka Obzinová (1996 - 2000)
- Karel Voříšek a Nicol Lenertová (1999 - 2002)
- Karel Voříšek a Jana Adámková  (2002 - 2005)
- Pavel Zuna a Mirka Čejková (1999 - 2003)
- Pavel Zuna a Pavla Charvátová (2003 - 2006)
- Pavel Dumbrovský a Pavla Charvátová (2006 - 2007)
- Pavel Dumbrovský a Renáta Czadernová (2007 - 2010)
- Rey Koranteng a Michaela Ochotská (2008)
- Pavel Dumbrovský a Michaela Ochotská (2010 - 2012)
- Kristina Kloubková a Renata Czadernová (2010 - 2012)
- Karel Voříšek a Markéta Fialová ( 2005 - 2013)
- Rey Koranteng a Kristina Kloubková (2014)
- Markéta Fialová
- Emma Smetana
- Petr Suchoň a Petra Svoboda (2016)
- Petr Suchoň a Renáta Czadernová (2012 - 2016 a 2017 - 2019)
- Petr Suchoň a Iveta Vítová (2019 - 2021)